# Sanguinyol

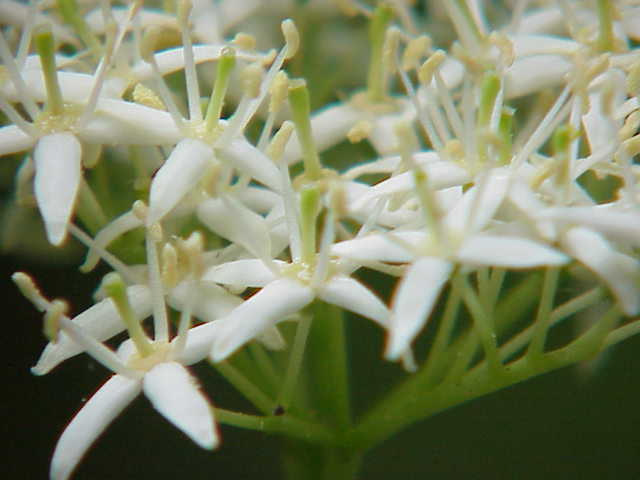
Flors

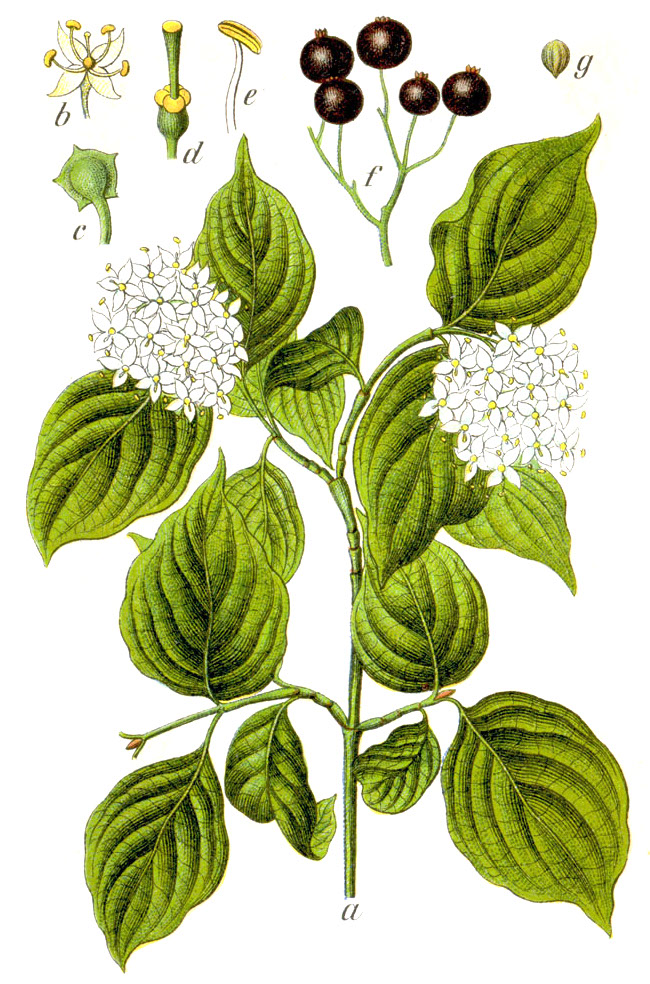
Il·lustració

El sanguinyol o cir(er)er salvatge (Cornus sanguinea) és una espècie de planta caducifòlia del gènere Cornus. També és coneguda com a pelabou, cornell, corneller, corner, corniol, sangrell, sangonell o sangrinyol.

## Descripció
És un arbre petit o arbust caducifoli d'1 a 6 m d'alçària, de branques vermelloses, de fulles en disposició oposada toves, ovals i acuminades i amb els marges enters. Les flors són blanques, agrupades en corimbes terminals. Floreix d'abril a juny. Els fruits són en baia amb una sola llavor, amargs i negres en la maduresa.
Viu sobretot en boscos i bardisses una mica humides. És molt comú a comarques com Osona i Garrotxa.
A més de la reproducció per llavor, també ho fa vegetativament, a partir de les arrels laterals. Per això, normalment es troba formant masses espesses, arribant a tenir un caràcter una mica invasor, ja que si cobreix una zona, no hi pot créixer res més, per manca de llum.
Els fruits són consumits per alguns mamífers i molts ocells. La fusta és de molt bona qualitat, de color blanc rosat, molt dura i resistent. S'utilitzava per fer mànecs d'eines, i tornejar petites peces. Les branques joves primes eren utilitzades per fer cistells, més gruixudes, per fer tutors de jardineria. També eren utilitzades per fer fletxes. L'arquer prehistòric Ötzi portava fletxes fetes de sanguinyol.
El nom català de sanguinyol, i el de l'espècie sanguinea, fan referència a la coloració vermella de les fulles a la tardor i també de les branques a l'hivern.

## Distribució i hàbitat
És originària d'Europa i Àsia occidental i n'hi ha del sud d'Escandinàvia fins a la mar Càspia.
A Catalunya el podem trobar a gairebé la totalitat del territori, entre el nivell del mar i 1.000 m d'altitud en bardisses i boscos caducifolis.

## El seu simbolisme a Bulgària
Tradicionalment, els búlgars preparen i serveixen banitsa en dos dies de festa: Nadal i Cap d'Any. En aquests dies, la gent afegeix kusmeti (literalment «sorts», el que significa sort o amulets de la sort) a l'interior de la banitsa. Els objectes són generalment petits trossos de branques de sanguinyol amb un nombre variable de brots, que són el símbol de la salut i la longevitat.